# Steno (mitologia)
Steno (in greco antico: Σθενώ?, Sthenṓ) è un personaggio della mitologia greca, una delle tre Gorgoni e rappresentava la perversione morale.

## Genealogia
Sorella di Medusa ed Euriale, era figlia di Forco e di Ceto.

## Mitologia
Contrariamente a Medusa, lei ed Euriale erano immortali (ma per Virgilio erano mortali tutte e tre le sorelle). 
È considerata la più forte e feroce delle tre sorelle in quanto uccise più uomini lei di quanti ne sia stata la somma delle uccisioni delle altre due.
I mitografi sono discordi nell'indicare il luogo dove vivesse, secondo Esiodo si trovava vicino al giardino delle Esperidi. mentre Erodoto suppone che vivesse nella Libia